# Inocyclus calotheus
Inocyclus calotheus är en svampart som först beskrevs av Hans Sydow, och fick sitt nu gällande namn av Arx 1962. Inocyclus calotheus ingår i släktet Inocyclus och familjen Parmulariaceae.   Inga underarter finns listade i Catalogue of Life.